# Коронавірусна хвороба 2019 на Коморських Островах
Епідемія коронавірусної хвороби 2019 на Коморських Островах — це поширення пандемії коронавірусної хвороби 2019 на територію Коморських Островів. Перший випадок хвороби в країні офіційно зареєстровано 30 квітня 2020 року. 4 травня повідомлено про першу смерть від коронавірусної хвороби. 21 липня на острові Мохелі не залишилось активних випадків хвороби.>

## Хронологія

### Квітень 2020 року
З початком пандемії коронавірусної хвороби на Коморських Островах для запобігання можливого поширення хвороби запроваджено 14-денний карантин для прибулих з-за кордону на територію країни. Для запобігання поширення хвороби уряд також скасував усі вхідні рейси транспортних засобів на територію країни, та заборонив великі зібрання людей.
15 квітня в особи, яка прибула на Майотту з Коморських островів, виявлено позитивний результат тестування на COVID-19.
16 квітня директор Регіонального агентства охорони здоров'я Майотти Домінік Войне повідомив, що особою, яка померла 8 квітня до перевезення на Майотту за результатами рентгенографії з типовими ознаками COVID-19, був великий муфтій Коморських Островів Саїд Тойхір. Це повідомлення спричинило дипломатичний скандал між Коморськими Островами та Францією. Міністр закордонних справ Коморських Островів Мохамед Ель-Амін Суеф на це відповів: «Якщо цей випадок підтверджений на Коморських Островах, то не Домінік Войне має повідомляти про це, ми є незалежними з 6 липня 1975 року».
17 квітня Всесвітня організація охорони здоров'я надала допомогу Коморським Островам.
20 квітня репер Шейх Мак опублікував відео, в якому повідомляє, що його дружина заразилася COVID-19. Репера арештувала жандармерія о 16:00 після неодноразої трансляції відео. Шейха Мака звільнили близько 21:00. Міністерство охорони здоров'я 21 квітня повідомило, що побоювання Шейха Мака не можливо підтвердити без тестування, проте буде продовжене відстеження контактів його дружини.
22 квітня на Коморські Острови доставлено обладнання для проведення полімеразної ланцюгової реакції на антиген COVID-19, після чого з 23 квітня на Коморських Островах розпочали проводити ПЛР-тестування на COVID-19.
30 квітня підтверджено перший випадок хвороби в країні в 50-річного чоловіка, якого госпіталізували до лікарні Ель-Мааруф у Мороні 23 квітня. Хворий контактував з громадянином Франції коморського походження 18 березня. 2 травня керівник відділення невідкладної допомоги лікарні Ель-Мааруф Ібрагім Джабір повідомив, що його стан покращується, але він все ще перебуває на кисневому апараті. Протокол для ведення легких випадків хвороби, які не потребують госпіталізації, ще розробляється, але їм, ймовірно, будуть призначати артемізинин у таблетках. Президент Азалі Ассумані також повідомив, що в країні запроваджено комендантську годину.

### Травень 2020 року
2 травня повідомлено про виявлення ще 2 випадків хвороби. Обидва випадки зареєстровані на острові Гранд-Комор. 3 травня проведена відеоконференція між президентами Коморських Островів Азалі Ассумані та президентом Мадагаскару Анрі Радзуеліна. Повідомлено, що Мадагаскар направить медичну допомогу на Коморські Острови.
4 травня повідомлено про першу смерть від коронавірусної хвороби в країні.
6 травня президент Азалі Ассумані заявив, що повний локдаун не є варіантом для країни. Коморські Острови отримали пожертву у вигляді 100 тисяч масок для обличчя, також Індія мала надіслати медичні витратні матеріали, а також лікарів для допомоги місцевій системі медичного обслуговування.
6 травня кількість випадків хвороби на Коморських Островах зросла до 8, 5 з них зареєстровано на острові Гранд-Комор, а 3 на острові Мохелі. Проведено 54 тестування на коронавірус, проводилося спостереження за 53 контактними особами.
8 травня ЮНІСЕФ передав міністерству охорони здоров'я Коморських Островів 5 апаратів штучної вентиляції легень. На той день на Коморських островах було 25 апаратів штучної вентиляції легень на трьох островах.
13 травня ООН передала міністерству охорони здоров'я Коморських Островів 1000 експрес-тестів на COVID-19.
16 травня з Танзанії прибув перший репатріаційний авіарейс із 134 особами на борту. 70 осіб повернулися з Кенії, а на 17 травня заплановано прибуття ще двох авіарейсів з Танзанії.
19 травня коронавірусну хворобу виявили на острові Анжуан, після чого активні випадки хвороби виявлені на всіх великих островах країни.
21 травня великий муфтій Коморських Островів у ці складні часи попросив людей святкувати Курбан-байрам вдома.
У травні в країні було зареєстровано 105 нових випадків хвороби, внаслідок чого загальна кількість випадків хвороби зросла до 106. Кількість померлих зросла до 2. 26 хворих одужали, на кінець місяця в країні залишилось 78 активних випадків хвороби.

### Червень-вересень 2020 року
Протягом червня було зареєстровано 197 нових випадків хвороби, внаслідок чого загальна кількість випадків хвороби зросла до 303. Кількість померлих зросла до 7. Кількість одужань зросла на 174 до 200, на кінець місяця в країні було 96 активних випадків хвороби (на 23 % більше, ніж наприкінці травня).
8 липня президент країни запровадив обов'язкове носіння масок на відкритому повітрі на всій території країни.
21 липня на острові Мохелі не залишилось активних випадків COVID-19.
У липні було зареєстровано 83 нових випадки хвороби, загальна кількість випадків зросла до 386. Кількість померлих не змінилась. Кількість одужань зросла до 330, на кінець місяця в країні було 49 активних випадків хвороби.
У серпні було зареєстровано 37 нових випадків хвороби, загальна кількість випадків хвороби зросла до 423. Кількість померлих залишилася незмінною. На кінець місяця в країні було 17 активних випадків хвороби.
У вересні було зареєстровано 55 нових випадків хвороби, загальна кількість випадків хвороби зросла до 478. Кількість померлих залишилася незмінною. На кінець місяця 458 хворих одужали, на кінець місяця в країні було 13 активних випадків хвороби.

### Жовтень-грудень 2020 року
У жовтні в країні було зареєстровано 67 нових випадків хвороби, загальна кількість випадків хвороби зросла до 545. Кількість померлих залишилася незмінною. На кінець місяця 498 хворих одужали, на кінець місяця в країні залишилось 40 активних випадків хвороби.
У листопаді в країні було зареєстровано 66 нових випадків хвороби, загальної кількості випадків хвороби зросла до 611. Кількість померлих залишилася незмінною. Кількість одужань зросла до 586, на кінець місяця в країні залишилось 18 активних випадків хвороби.
У грудні в країні зареєстровано 212 нових випадків хвороби, загальна кількість випадків хвороби зросла до 823. Кількість померлих зросла до 10. Кількість одужань зросла до 705, на кінець місяця в країні залишилось 108 активних випадків хвороби.

### Січень-березень 2021 року
23 січня в країні підтверджені перші випадки варіанту 501.V2.
У січні в країні зареєстровано 1903 нових випадки хвороби, загальна кількість випадків хвороби зросла до 2726. Кількість померлих зросла до 93. Кількість одужань зросла до 1731, на кінець місяця в країні залишилось 902 активних випадків хвороби.
У лютому в країні зареєстровано 845 нових випадків хвороби, загальна кількість випадків хвороби зросла до 3571. Кількість померлих зросла до 144. Кількість одужань зросла до 3314, на кінець місяця в країні залишилось 113 активних випадків хвороби.
У березні в країні зареєстровано 125 нових випадків хвороби, загальна кількість випадків хвороби зросла до 3696. Кількість померлих зросла до 146. Кількість одужань зросла до 3525, на кінець місяця в країні залишилось 25 активних випадків хвороби.
У березні уряд отримав 100 тисяч доз вакцини компанії «Sinopharm» з Китаю.

### Квітень 2021 року
10 квітня 2021 року президент Азалі Ассумані, його дружина Амбарі, та кілька інших громадських діячів отримали першу дозу вакцини компанії «Sinopharm» у Мороні, що ознаменувало початок програми вакцинації на Коморських Островах.
У квітні в країні зареєстровано 138 нових випадків хвороби, загальна кількість випадків хвороби зросла до 3834. Кількість померлих залишилася незмінною. Кількість одужань зросла до 3684, на кінець місяця в країні залишилось 14 активних випадків хвороби. На кінець квітня 43104 особи отримали першу дозу вакцини проти COVID-19.

### До кінця 2021 року
У травні було 115 нових випадків хвороби, 64 у червні, 15 у липні, 37 у серпні, 76 у вересні, 125 у жовтні, 242 у листопаді та 2180 у грудні. Загальна кількість випадків становила 3949 у травні, 4013 у червні, 4028 у липні, 4065 у серпні, 4141 у вересні, 4266 у жовтні, 4508 у листопаді, та 6688 у грудні. Кількість одужань становила 3719 у травні, 3869 у липні, 3901 у серпні, 3963 у вересні, 4070 у жовтні, 4298 у листопаді, і 4798 у грудні, на кінець місяця активних випадків залишалось відповідно 16 наприкінці травня, 12 наприкінці липня, 17 наприкінці серпня, 31 наприкінці вересня, 49 наприкінці жовтня, 60 наприкінці листопада, та 1733 наприкінці грудня. Кількість померлих зросла до 147 у липні, 150 у листопаді та 157 у грудні. До кінця квітня перше щеплення зробили 43 104 особи. До кінця травня було введено 83907 доз вакцини.
Моделювання, проведене регіональним бюро ВООЗ для Африки, показало, що через недостатнє звітування справжня загальна кількість хворих до кінця 2021 року становила близько 394 тисяч, тоді як справжня кількість смертей від COVID-19 становила близько 333.

### 2022 рік
У січні було зареєстровано 1144 нових випадки хвороби, 201 у лютому, 55 у березні, 18 у квітні, 14 у травні, 19 у червні, 176 у липні, 140 у серпні, 16 у вересні, 291 у жовтні, 203 у листопаді та 17 у грудні. Загальна кількість випадків становила 7832 у січні, 8033 у лютому, 8088 у березні, 8106 у квітні, 8120 у травні, 8139 у червні, 8315 у липні, 8455 у серпні, 8471 у вересні, 8762 у жовтні, 8965 у листопаді та 8982 у грудні. Кількість одужань становила 7648 у січні, 7855 у лютому, 7920 у березні, 7945 у квітні, 8124 у липні, 8281 у серпні, 8305 у вересні, 8421 у жовтні, і 8819 у грудні, залишаючи 902 активних випадки на кінець січня, 113 на кінець лютого, 25 наприкінці березня, 14 наприкінці квітня, 16 наприкінці травня
квітня, 12 наприкінці липня, 17 наприкінці серпня, 31 наприкінці вересня, 49 наприкінці жовтня, 60 наприкінці листопада, та 1733 наприкінці грудня.
Кількість померлих зросла до 160 у січні та 161 у серпні.

### 2023 рік
У січні було 10 нових випадків. Загальна кількість випадків у січні становила 8992. У січні кількість одужань склала 8827, тобто на кінець січня було 4 активних випадки хвороби.

## Заходи боротьби з поширенням хвороби
- Усі школи в країні закрито.[13]
- Особи, які прибули до країни, повинні знаходитись на карантині протягом 14 днів.[4]
- Заборонено міжнародне пасажирське транспортне сполучення.[4]
- Багатолюдні громадські заходи заборонені.[4]
- 25 квітня 2020 року запроваджено комендантську годину з 20:00 до 05:00.[59]